# Ace Combat: Assault Horizon Legacy
Ace Combat: Assault Horizon Legacy, conosciuto come Ace Combat 3D: Cross Rumble ( エースコンバット3Dクロス ランブル?, Esu Konbatto Suri Kurosu Ranburu) in Giappone, è un gioco di genere simulatore di volo per Nintendo 3DS, sviluppato da Namco; si tratta di un remake di Ace Combat 2. Nonostante il titolo internazionale del gioco al di fuori del Giappone, non è un prequel o sequel diretto di Ace Combat: Assault Horizon.

## Trama
Tre anni dopo la Guerra di Belka, la Federazione Oseana e l'Unione delle Repubbliche Yuktobaniane hanno continuato ad affermarsi come le più grandi superpotenze del mondo. Le nazioni settentrionali e occidentali del continente Useano hanno deciso di mettere da parte la loro lunga differenza reciproca e di unirsi per evitare che una delle due superpotenze ottenga terreni useani. Tuttavia, le nazioni del sud si opposero e desiderarono di partecipare con la Federazione Oseana, che ha esteso un patto militare ai capi di queste nazioni meridionali.
Il giorno della firma del trattato, estremisti conservativi (probabilmente provenienti dai paesi Useani settentrionali e occidentali) hanno lanciato un colpo di stato in tutto il continente, temendo la presenza di militari oseani e la perdita dei loro diritti minerari. Le forze alleate useane sottovalutarono il potere dei ribelli, e furono ben presto costretti a ritirarsi.
Con un ultimo sforzo, le forze alleate hanno avviato i caccia operatori, in cui hanno contrattato con lo squadrone Scarface per assistere e guidare un assalto per far volgere la guerra a favore delle Forze Alleate. Il giocatore controlla "Scarface One" attraverso molteplici battaglie in tutto il continente.

## Modalità di gioco
Assault Horizon Legacy mantiene le caratteristiche di ogni gioco della serie Ace Combat, in particolare quelle di Ace Combat 04: Distant Thunder, progettate per i controlli del Nintendo 3DS. Il giocatore pilota un aeromobile a sua scelta attraverso diverse missioni, distruggendo tutti gli obiettivi di missione importanti. Prima di ogni missione, il giocatore può scegliere con quale aereo e munizioni speciali può volare, così come il gregario che vola al suo fianco. La distruzione di un nemico si tradurrà in un messaggio di congratulazioni, come "Bel colpo!" o "Ottimo lavoro!". Tuttavia, il messaggio viene visualizzato sul bordo inferiore dello schermo, in contrapposizione al centro dello schermo.
Due nuove meccaniche introdotte in Assault Horizon Legacy sono conosciute come manovre d'attacco e manovre evasive. Le manovre d'attacco richiedono al giocatore di rimanere il più vicino possibile ad un aereo nemico per riempire l'indicatore AM. Quando l'indicatore è abbastanza pieno, il giocatore può premere il pulsante Y per consentire all'aereo di trovarsi direttamente dietro l'aereo nemico. Le manovre evasive vengono eseguite per eludere i missili in arrivo da qualsiasi direzione. Il giocatore deve premere il tasto Y e contemporaneamente muovere il pad scorrevole a destra o a sinistra (a seconda di qual è indicato) per eludere un missile che si avvicina.
Come in Ace Combat 2, il giocatore può scegliere se avere un gregario che vola insieme a lui su alcune missioni, ma questo costerà del denaro per il giocatore. I due gregari di AC2 riprenderanno i loro ruoli: John Herbert, noto come "Slash", e Kei Nagase, nota come "Edge". A differenza di AC2, il giocatore non può dare al gregario un ordine specifico. Slash sarà sempre impegnato sui bersagli indiscriminatamente, mentre Edge difenderà sempre il giocatore.
Un'altra caratteristica di Assault Horizon Legacy, introdotta prima in Ace Combat Zero: The Belkan War, sono gli squadroni speciali. Ciascuna delle squadriglie nemiche hanno un filmato introduttivo. I quattro squadroni di Assi nemici sono Lancer, Beast, Cocoon e Albireo Squadron. Anche il nemico Z.O.E. viene introdotto come un asso.